# Oskar Sala
Oskar Sala, född 18 juli 1910 i Greiz, Thüringen i Tyskland, död 26 februari 2002 i Berlin, var en tysk musiker, kompositör och pionjär inom elektronisk musik.  
Oskar Sala producerade sin musik med ett elektroniskt instrument kallat trautonium som var en föregångare till synthesizern. Hans musik skapades helt elektroniskt och han använde inte några akustiska instrument. 
Hans musik har därför betraktats som föregångare till både syntmusik och techno.  Oskar Sala skapade musik och ljudeffekter till hundratals filmer, bland annat Alfred Hitchcocks Fåglarna.
1930 deltog han tillsammans med Paul Hindemith i ett offentligt uppträdande för att introducera instrumentet Trautonium vid "Neue Musik Berlin 1930" i  Hochschule für Musik Berlins  aula.
Senare startade Oskar Sala en turné runt om i Tyskland. 1931 skrev Hindemith "Konsert för Trautonium och stråkkvartett!", som Oskar Sala framförde live som solist.
Detta skulle kunna ses som kanske världens första technomusik, även om den skiljer sig i stilen från vad som på senare tid har betraktats som techno.

## Galleri

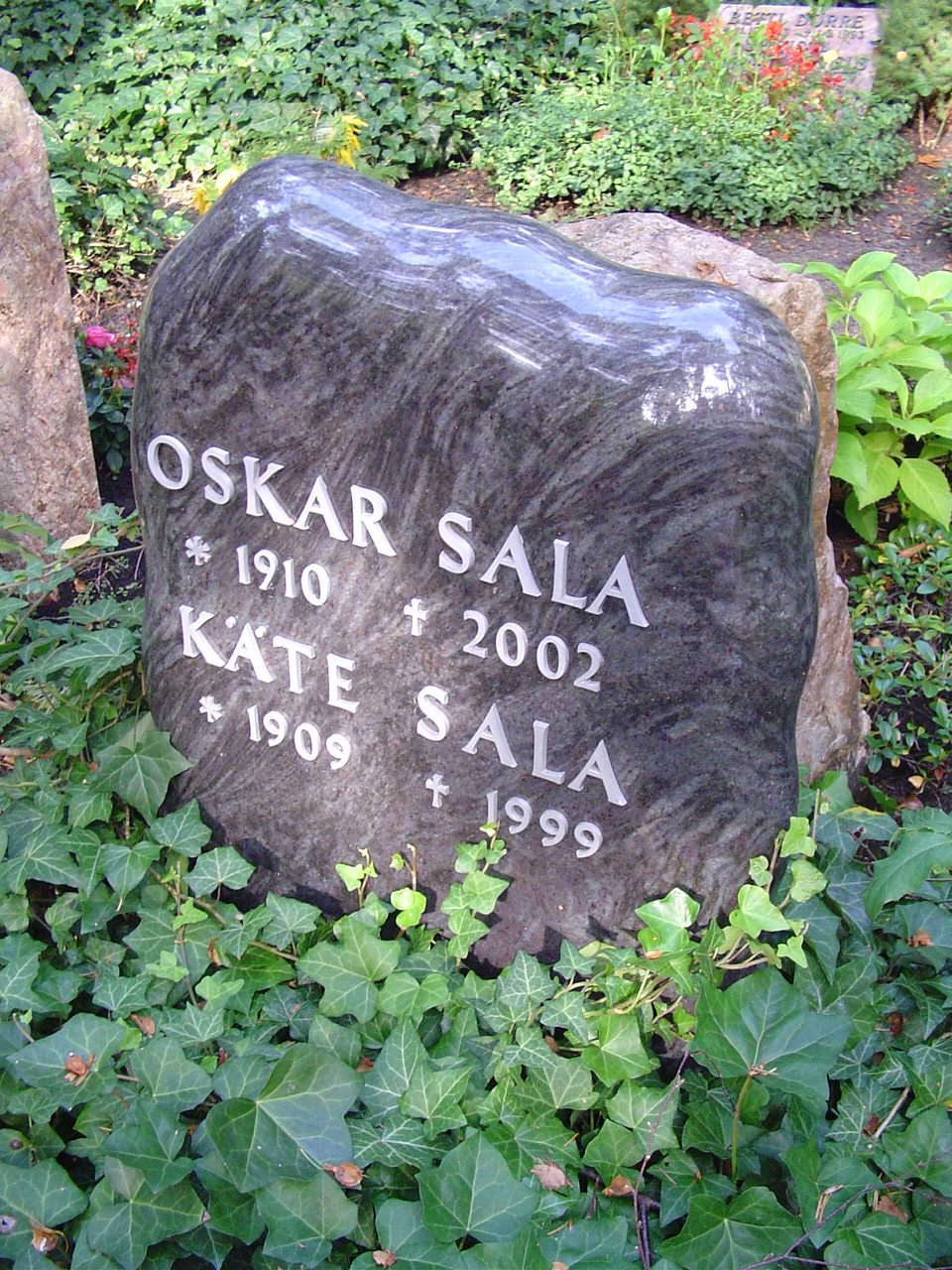
Oskar Salas grav på Friedhof Heerstraße
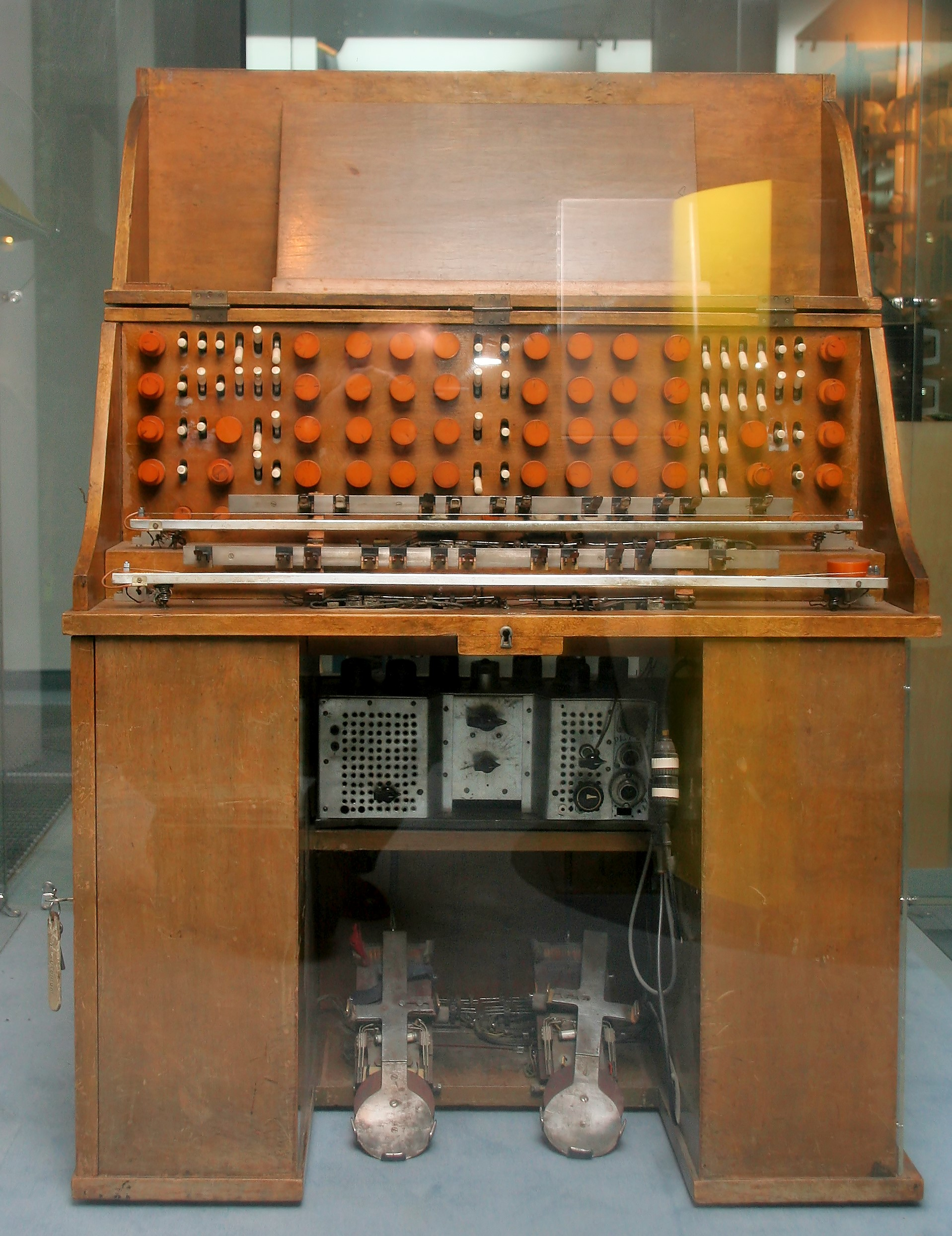
Ett trautonium från 1952.